# William Kruskal
Pour les articles homonymes, voir Kruskal.
William Henry (« Bill ») Kruskal est un statisticien et mathématicien américain né le 10 octobre 1919 et décédé le 21 avril 2005 à Chicago. 
Il est connu pour avoir développé le test de Kruskal-Wallis avec Wilson Allen Wallis.
Il a reçu le prix Samuel-Wilks en 1978.